# Industrihamp
Industrihamp, industriel hamp, industriel cannabis også kendt som "Cannabis industrialis" er en fremavlet Cannabis-variant, som har så lavt et rusmiddelindhold THC<0,2% at plantedelene er ubrugelige som rusmiddel.
I udlandet kaldes planten for cannabis og nyttefibrene for hamp. I Danmark anvendes disse to navne synonymt om planten.
Anvendelser af industriel hamp:
- Bastfibre – hampebeton, tovværk, tøj, hampepapir og kanvas
- Spiselige dele – hampemælk, spiseolie (inkl. omega-3-fedtsyre), protein
- Energiafgrøde – er en af de hurtigst voksende biomasseplanter. Producerer op til 25 tons tørstof per hektar per år.[2]
- Cowboybukser[3]
- Hempcrete